# Exelvision EXL 100
Exelvision EXL 100 (EXL 100) је био кућни рачунар фирме Exelvision који је почео да се производи у Француској од 1984. године.
Користио је TMS 7020 (Texas-Instrument) као микропроцесор. RAM меморија рачунара је имала капацитет од 34 kb (2k TMS-7020 + 32k VRAM). 
Као оперативни систем кориштен је CROS (Exelmemoires), ExelDOS (дискови).

## Детаљни подаци
Детаљнији подаци о рачунару EXL 100 су дати у табели испод.
|                       |                                                           |
| [ 1 ]                 |                                                           |
| Произвођач            |                                                           |
| Тип                   | кућни рачунар                                             |
| Меморија              | 34 (2k TMS-7020 + 32k VRAM)                               |
| Поријекло             | Француска                                                 |
| Година                | 1984                                                      |
| Тастатура             | инфрацрвено повезана гумена тастатура, AZERTY, 61 тастера |
| Процесор              |                                                           |
| Фреквенција процесора | 4,91                                                      |
| RAM                   | 34 (2k TMS-7020 + 32k VRAM)                               |
| ROM                   | 4 (све до 32 )                                            |
| Текст                 | 40 x 24                                                   |
| Графика               | 320 x 200                                                 |
| Боја                  | 8                                                         |
| Звук                  | уграђени синтисајзер говора (TMS-5220A)                   |
| Димензије             | 40 x 30 x 6,5                                             |
| Портови               |                                                           |
| Оперативни систем     |                                                           |